# Santo Domingo (Ilocos Sur)
Santo Domingo est une municipalité de 3e classe située dans la province d'Ilocos Sur aux Philippines. Selon le recensement de 2010 elle est peuplée de 27 596 habitants.

## Barangays
Santo Domingo est divisée en 36 barangays.
- Binalayangan
- Binongan
- Borobor
- Cabaritan
- Cabigbigaan
- Calautit
- Calay-ab
- Camestizoan
- Casili
- Flora
- Lagatit
- Laoingen
- Lussoc
- Nalasin
- Nagbettedan
- Naglaoa-an
- Nambaran
- Nanerman
- Napo
- Padu Chico
- Padu Grande
- Paguraper
- Panay
- Pangpangdan
- Parada
- Paras
- Poblacion
- Puerta Real
- Pussuac
- Quimmarayan
- San Pablo
- Santa Cruz
- Santo Tomas
- Sived
- Vacunero
- Suksukit